# Hellgraue Holzeule

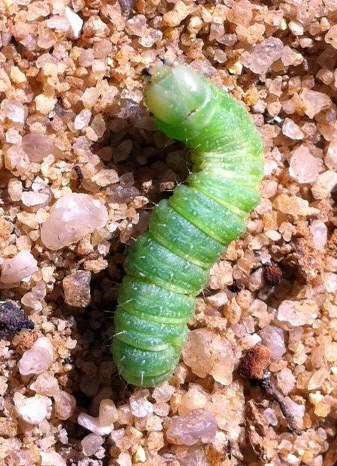
Raupe

Die Hellgraue Holzeule (Lithophane ornitopus), auch Schlehen-Rindeneule genannt, ist ein Schmetterling (Nachtfalter) aus der Familie der Eulenfalter (Noctuidae).

## Merkmale

### Falter
Die Flügelspannweite der Falter beträgt 34 bis 42 Millimeter. Die Farbe der Vorderflügeloberseite variiert von weißgrau über bläulich grau bis zu aschgrau. Arttypisch ist eine gebogene schwarze Wurzelstrieme. Die Nierenmakel ist groß, fein dunkel umrandet und im unteren Teil gelblich ausgefüllt. Die Querlinien und Ringmakel sind zuweilen undeutlich. Am Saum befindet sich eine Reihe schwarze Punkte. Die Hinterflügel sind auf der Oberseite zeichnungslos graubraun gefärbt, auf der Unterseite ist neben einer dünnen, dunklen Querlinie auch ein dunkler Diskoidalfleck zu erkennen. Der Saugrüssel der Falter ist gut entwickelt. Auf Kopf und Thorax befinden sich aufgerichtete Haarschöpfe.

### Ei
Das kugelige Ei hat eine stark abgeflachte Basis und ist kräftig genetzt. Die Mikropyle hebt sich deutlich hervor. Es hat zunächst eine gelblich weiße Farbe, die sich später in dunkel violette Tönungen wandelt und ist außerdem mit vielen gelbweißen Flecken versehen.

### Raupe
Ausgewachsene Raupen sind von grasgrüner bis bläulich grüner Farbe und zeigen dünne weiße Rücken- und Längslinien und einige ebenso gefärbte, sehr kurze Haare. Der hellgrüne Kopf ist groß.

### Puppe
Die rotbraune Puppe besitzt am Kremaster zwei kurze, nach außen gebogene Spitzen.

## Verbreitung und Lebensraum
Die Art ist von Nordwestafrika durch Süd- und Mitteleuropa und Vorderasien weit verbreitet. Richtung Osten reicht die Verbreitung durch Asien bis ins Amurgebiet. Sie kommt auch auf den Britischen Inseln vor. Auf Sizilien ist sie durch die dunkler gefärbte Unterart Lithophane ornitopus pitzalisi vertreten. Die Hellgraue Holzeule ist hauptsächlich an Wald- und Wiesenrändern sowie in Heidegebieten und Parklandschaften anzutreffen.

## Lebensweise
Die Falter fliegen in einer Generation ab August. Sie überwintern und leben bis zum Mai des folgenden Jahres. Im Frühjahr wurden sie gelegentlich saugend an Weidenblüten (Salix) beobachtet. Sie sind nachtaktiv und fliegen zuweilen künstliche Lichtquellen an, besonders gerne auch angelegte Köder. Tagsüber ruhen sie mit eng anliegenden Flügeln an Baumstämmen, Pfählen, Felsen oder Wänden. Die Raupen leben von Mai bis Juni. Sie ernähren sich von den Blättern folgender Laubbäume: Eichen (Quercus), Schlehdorn (Prunus spinosa), Weiden (Salix) oder Pappeln (Populus).

## Gefährdung
Die Art kommt in den deutschen Bundesländern in unterschiedlicher Anzahl vor. Sie wird auf der Roten Liste gefährdeter Arten als nicht gefährdet eingestuft.

## Systematik und Taxonomie
Bei der Untergliederung der Gattung Lithophane in die beiden Untergattungen Lithophane und Prolitha, wird L. ornitopus in die Untergattung Lithophane gestellt.